# Sterrhurus taboganus
Sterrhurus taboganus är en plattmaskart. Sterrhurus taboganus ingår i släktet Sterrhurus och familjen Hemiuridae. Inga underarter finns listade i Catalogue of Life.